# Indian Premier League 2015
Die Indian Premier League 2015 war die achte Saison des im Twenty20-Format ausgetragenen Wettbewerbes für indische Cricket-Teams und fand zwischen dem 8. April und 24. Mai 2015 statt. Im Finale setzten sich die Mumbai Indians mit 41 Runs gegen die Chennai Super Kings durch.

## Resultate

### Tabelle
| Teams                  | Sp. | S | N  | NR | P  | NRR    |
| ---------------------- | --- | - | -- | -- | -- | ------ |
| Chennai Super Kings    | 14  | 9 | 5  | 0  | 18 | +0.709 |
| Mumbai Indians         | 14  | 8 | 6  | 0  | 16 | −0.043 |
| Royal Chall. Bangalore | 14  | 7 | 5  | 2  | 16 | +1.037 |
| Rajasthan Royals       | 14  | 7 | 5  | 2  | 16 | +0.062 |
| Kolkata Knight Riders  | 14  | 7 | 6  | 1  | 15 | +0.253 |
| Sunrisers Hyderabad    | 14  | 7 | 7  | 0  | 14 | −0.239 |
| Delhi Daredevils       | 14  | 5 | 8  | 1  | 11 | −0.049 |
| Kings XI Punjab        | 14  | 3 | 11 | 0  | 6  | −1.436 |

| Qualifiziert fürs Halbfinale |
| ---------------------------- |

### Playoffs
|  | Halbfinale (semi-finals) | Halbfinale (semi-finals) | Halbfinale (semi-finals) |            |                        | Vorschlussrunde (final) | Vorschlussrunde (final) | Vorschlussrunde (final) |                     |            | Finale (grand final) | Finale (grand final) | Finale (grand final) |
|  |                          |                          |                          |            |                        |                         |                         |                         |                     |            |                      |                      |                      |
|  | 1                        | Chennai Super Kings      | 162 (19)                 |            |                        |                         |                         |                         |                     |            |                      |                      |                      |
|  | 2                        | Mumbai Indians           | 187/6 (20)               |            |                        |                         |                         |                         |                     | 2          | Mumbai Indians       | 202/5 (20)           |                      |
|  | 2                        | Mumbai Indians           | 187/6 (20)               | 1          | Chennai Super Kings    | 140/7 (19.5)            |                         |                         |                     | 2          | Mumbai Indians       | 202/5 (20)           |                      |
|  |                          |                          |                          | 1          | Chennai Super Kings    | 140/7 (19.5)            |                         | 1                       | Chennai Super Kings | 161/8 (20) |                      |                      |                      |
|  |                          | 3                        | Royal Chall. Bangalore   | 139/8 (20) |                        |                         |                         | 1                       | Chennai Super Kings | 161/8 (20) |                      |                      |                      |
|  | 3                        | 3                        | Royal Chall. Bangalore   | 139/8 (20) | Royal Chall. Bangalore | 180/4 (20)              |                         |                         |                     |            |                      |                      |                      |
|  | 3                        |                          |                          |            | Royal Chall. Bangalore | 180/4 (20)              |                         |                         |                     |            |                      |                      |                      |
|  | 4                        | Mumbai Indians           | 109 (19)                 |            |                        |                         |                         |                         |                     |            |                      |                      |                      |

#### Spiel A
| 19. Mai Scorecard | Mumbai | Mumbai Indians 187-6 (20)          | – | Kings XI Punjab 162 (19) |
|                   |        | Mumbai indians gewinnt mit 25 Runs |   |                          |

#### Spiel B
| 20. Mai Scorecard | Pune | Royal Chall. Bangalore 180-4 (20)          | – | Rajasthan Royals 109 (20) |
|                   |      | Royal Chall. Bangalore gewinnt mit 71 Runs |   |                           |

#### Spiel C
| 22. Mai Scorecard | Ranchi | Royal Chall. Bangalore 139-8 (20)         | – | Chennai Super Kings 140-7 (19.5) |
|                   |        | Chennai Super Kings gewinnt mit 3 Wickets |   |                                  |

#### Finale
| 24. Mai Scorecard | Kolkata | Mumbai Indians 202-5 (20)          | – | Chennai Super Kings 161-8 (20) |
|                   |         | Mumbai Indians gewinnt mit 41 Runs |   |                                |